# Augochlora buscki
Augochlora buscki är en biart som beskrevs av Cockerell 1910. Augochlora buscki ingår i släktet Augochlora och familjen vägbin. Inga underarter finns listade.